# اس‌اس هیسپانیا (۱۹۱۲)
اس‌اس هیسپانیا (۱۹۱۲) (به انگلیسی: SS Hispania (1912)) یک کشتی بود که طول آن ۲۳۶ فوت ۸ اینچ (۷۲٫۱۴ متر) بود. این کشتی در سال ۱۹۱۲ ساخته شد.